# Tomášská
Tomášská ulice na Malé Straně v Praze spojuje Malostranské náměstí s Valdštejnským náměstím a Letenskou ulicí. Název má podle kostela svatého Tomáše při klášteře augustiniánů, obě stavby jsou kulturní památky České republiky.

## Historie a názvy
Kostel svatého Tomáše i klášter augustiniánů byly založeny v roce 1285 po pozvání řádu augustiniánů do Prahy českým králem Václavem II. Od 14. do 16. století se ulice nazývala "Písecká" podle nedaleké Písecké brány v Malostranských hradbách. Bránu později přestěhovali k Mariánským hradbám u potoka Brusnice a ulice na přelomu 17. a 18. století dostala název "Tomášská" podle kostela svatého Tomáše.

## Budovy, firmy a instituce
- Velikovský dům – nárožní dům na adrese Tomášská 1 a Malostranské náměstí 20[2]
- hotel a Restaurace U Schnellů – Tomášská 2[3]
- Dům U Zlatého jelena – Tomášská 4[4]
- Restaurace U Tří zlatých trojek – Tomášská 6[5]
- restaurace U Zlatého preclíku – Tomášská 22/12[6]